# ГЕС Жерван
ГЕС Жерван (фр. centrale de Gervans) та (фр. barrage d'Arras) — гідроелектростанція на південному сході Франції. Входить до складу каскаду на річці Рона, знаходячись між ГЕС Саблон (вище по течії) та Бур-ле-Валанс.
Праву протоку Рони перекрили греблею d'Arras висотою 15 метрів та довжиною 158 метрів, яка складається із шести водопропускних шлюзів. Створений нею підпір утворює витягнуте по долині річки водосховище із площею поверхні 3 км2 та об'ємом 44 млн м3. Гребля спрямовує воду до лівої протоки (каналу), на якому через понад 3 км розташована руслова будівля машинного залу. Праворуч від неї облаштований судноплавний шлюз.
Машинний зал обладнаний чотирма бульбовими турбінами загальною потужністю 120 МВт. При напорі у 11,5 метра вони забезпечують виробництво 668 млн кВт·год електроенергії на рік.
Відпрацьована вода через 0,3 км потрапляє назад до Рони.